# Europees kampioenschap waterpolo vrouwen 1997
Het 7e Europees kampioenschap waterpolo voor vrouwen vond plaats van 13 augustus tot 22 augustus 1997 in Sevilla, Spanje. Twaalf landenteams namen deel aan het toernooi.

## Voorronde

### Groep A
| Datum       | Land        | Land        | Uitslag |
| ----------- | ----------- | ----------- | ------- |
| 13 augustus | Joegoslavië | Duitsland   | 5 – 8   |
| 13 augustus | Frankrijk   | Hongarije   | 2 – 13  |
| 13 augustus | Griekenland | Tsjechië    | 12 – 2  |
| 14 augustus | Hongarije   | Griekenland | 6 – 7   |
| 14 augustus | Duitsland   | Tsjechië    | 8 – 4   |
| 14 augustus | Joegoslavië | Frankrijk   | 5 – 9   |
| 15 augustus | Griekenland | Joegoslavië | 8 – 2   |
| 15 augustus | Tsjechië    | Hongarije   | 2 – 26  |
| 15 augustus | Frankrijk   | Duitsland   | 5 – 7   |
| 16 augustus | Duitsland   | Hongarije   | 2 – 10  |
| 16 augustus | Frankrijk   | Griekenland | 4 – 9   |
| 16 augustus | Joegoslavië | Tsjechië    | 11 – 10 |
| 17 augustus | Tsjechië    | Frankrijk   | 7 – 14  |
| 17 augustus | Griekenland | Duitsland   | 7 – 5   |
| 17 augustus | Joegoslavië | Hongarije   | 1 – 15  |

| Groep A |             |             |             |             |             |            |            |            |        |
| #       | Land        | Wedstrijden | Wedstrijden | Wedstrijden | Wedstrijden | Doelpunten | Doelpunten | Doelpunten | Punten |
| #       | Land        | G           | W           | G           | V           | V          | T          | Saldo      | Punten |
| 1       | Griekenland | 5           | 5           | 0           | 0           | 43         | 19         | 24         | 10     |
| 2       | Hongarije   | 5           | 4           | 0           | 1           | 70         | 14         | 56         | 8      |
| 3       | Duitsland   | 5           | 3           | 0           | 2           | 30         | 31         | -1         | 6      |
| 4       | Frankrijk   | 5           | 2           | 0           | 3           | 34         | 41         | -7         | 4      |
| 5       | Joegoslavië | 5           | 1           | 0           | 4           | 24         | 50         | -26        | 2      |
| 6       | Tsjechië    | 5           | 0           | 0           | 5           | 25         | 71         | -46        | 0      |

### Groep B
| Datum       | Land                | Land                | Uitslag |
| ----------- | ------------------- | ------------------- | ------- |
| 13 augustus | Rusland             | Portugal            | 16 – 5  |
| 13 augustus | Spanje              | Italië              | 5 – 6   |
| 13 augustus | Verenigd Koninkrijk | Nederland           | 3 – 21  |
| 14 augustus | Italië              | Portugal            | 17 – 0  |
| 14 augustus | Nederland           | Rusland             | 12 – 6  |
| 14 augustus | Spanje              | Verenigd Koninkrijk | 10 – 4  |
| 15 augustus | Nederland           | Portugal            | 22 – 2  |
| 15 augustus | Verenigd Koninkrijk | Italië              | 7 – 14  |
| 15 augustus | Rusland             | Spanje              | 8 – 1   |
| 16 augustus | Verenigd Koninkrijk | Rusland             | 1 – 13  |
| 16 augustus | Italië              | Nederland           | 8 – 10  |
| 16 augustus | Spanje              | Portugal            | 10 – 1  |
| 17 augustus | Italië              | Rusland             | 6 – 6   |
| 17 augustus | Spanje              | Nederland           | 3 – 11  |
| 17 augustus | Portugal            | Verenigd Koninkrijk | 6 – 10  |

| Groep B |                     |             |             |             |             |            |            |            |        |
| #       | Land                | Wedstrijden | Wedstrijden | Wedstrijden | Wedstrijden | Doelpunten | Doelpunten | Doelpunten | Punten |
| #       | Land                | G           | W           | G           | V           | V          | T          | Saldo      | Punten |
| 1       | Nederland           | 5           | 5           | 0           | 0           | 76         | 22         | 54         | 10     |
| 2       | Rusland             | 5           | 3           | 1           | 1           | 49         | 25         | 24         | 7      |
| 3       | Italië              | 5           | 3           | 1           | 1           | 51         | 28         | 23         | 7      |
| 4       | Spanje              | 5           | 2           | 0           | 3           | 29         | 30         | -1         | 4      |
| 5       | Verenigd Koninkrijk | 5           | 1           | 0           | 4           | 25         | 64         | -39        | 2      |
| 6       | Portugal            | 5           | 0           | 0           | 5           | 14         | 75         | -61        | 0      |

## Kwartfinales
| Datum       | Land      | Land        | Uitslag    |
| ----------- | --------- | ----------- | ---------- |
| 19 augustus | Nederland | Frankrijk   | 13 – 2     |
| 19 augustus | Rusland   | Duitsland   | 9 – 5      |
| 19 augustus | Italië    | Hongarije   | 8 – 7      |
| 19 augustus | Spanje    | Griekenland | 7 – 6 n.v. |

## Plaatsingswedstrijden

### 5e/8e plaats
| Datum       | Land      | Land        | Uitslag     |
| ----------- | --------- | ----------- | ----------- |
| 20 augustus | Duitsland | Griekenland | 10 – 9 n.v. |
| 20 augustus | Hongarije | Frankrijk   | 13 – 2      |

### 11e/12e plaats
| Datum       | Land     | Land     | Uitslag |
| ----------- | -------- | -------- | ------- |
| 19 augustus | Tsjechië | Portugal | 9 – 8   |

### 9e/10e plaats
| Datum       | Land        | Land                | Uitslag |
| ----------- | ----------- | ------------------- | ------- |
| 19 augustus | Joegoslavië | Verenigd Koninkrijk | 5 – 4   |

### 7e/8e plaats
| Datum       | Land        | Land      | Uitslag |
| ----------- | ----------- | --------- | ------- |
| 22 augustus | Griekenland | Frankrijk | 9 – 6   |

### 5e/6e plaats
| Datum       | Land      | Land      | Uitslag |
| ----------- | --------- | --------- | ------- |
| 22 augustus | Hongarije | Duitsland | 10 – 5  |

## Halve finales
| Datum       | Land      | Land   | Uitslag    |
| ----------- | --------- | ------ | ---------- |
| 20 augustus | Nederland | Italië | 7 – 8 n.v. |
| 20 augustus | Rusland   | Spanje | 11 – 6     |

## Troostfinale
| Datum       | Land      | Land   | Uitslag |
| ----------- | --------- | ------ | ------- |
| 22 augustus | Nederland | Spanje | 10 – 5  |

## Finale
| Datum       | Land   | Land    | Uitslag |
| ----------- | ------ | ------- | ------- |
| 22 augustus | Italië | Rusland | 7 – 6   |

## Eindrangschikking
| Goud   | Italië              |
| Zilver | Rusland             |
| Brons  | Nederland           |
| 4      | Spanje              |
| 5      | Hongarije           |
| 6      | Duitsland           |
| 7      | Griekenland         |
| 8      | Frankrijk           |
| 9      | Joegoslavië         |
| 10     | Verenigd Koninkrijk |
| 11     | Portugal            |
| 12     | Tsjechië            |

| Europees kampioen 1997 · Italië · 2e titel Selectie: Carmela Allucci, Alexandra Araujo, Cristina Consoli, Francesca Conti, Antonella Di Giacinto, Melania Grego, Stefania Lariucci, Stefania Lavorini, Giusi Malato, Martina Miceli, Silvia Moriconi, Maddalena Musumeci, Cinzia Ragusa, Monica Vaillant en Milena Virzì. · Bondscoach: Pierluigi Formiconi. |

Europees kampioenschap waterpolo mannen

1926 · 
1927 · 
1931 · 
1934 · 
1938 · 
1947 · 
1950 · 
1954 · 
1958 · 
1962 · 
1966 · 
1970 · 
1974 · 
1977 · 
1981 · 
1983 · 
1985 · 
1987 · 
1989 · 
1991 · 
1993 · 
1995 · 
1997 · 
1999 · 
2001 · 
2003 · 
2006 · 
2008 · 
2010 · 
2012 · 
2014 · 
2016 · 
2018 · 
2020 · 
2022 · 
2024
Europees kampioenschap waterpolo vrouwen

1985 · 
1987 · 
1989 · 
1991 · 
1993 · 
1995 · 
1997 · 
1999 · 
2001 · 
2003 · 
2006 · 
2008 · 
2010 · 
2012 · 
2014 · 
2016 · 
2018 · 
2020 · 
2022 · 
2024